# Чемберс, Джон
Джон Чемберс (англ. John Chambers; род. 23 августа 1949, Кливленд, Огайо, США) — председатель совета директоров корпорации Cisco Systems. Бывший генеральный директор Cisco Systems (1995—2015).

## Карьера в IT-отрасли
В 1976—1983 годах работал в корпорации IBM.
В 1983—1991 годах работал в компании Wang Laboratories.
В 1991 году поступил на работу в компанию Cisco Systems и сыграл значительную роль в обеспечении роста стоимости компании с $70 млн на момент его прихода до $1,2 млрд ко времени его назначения в 1995 году на пост генерального директора. За время руководства Чемберса компания Cisco пережила огромный рост, в начале 2000-х годов компания была самой дорогой в мире с рыночной капитализацией более $550 млрд, однако после окончания бума доткомов стоимость Cisco сильно сократилась и в 2015 году составляет около $149 млрд.
В 2006 году был избран председателем совета директоров компании, оставаясь также на посту генерального директора.
За последние 6 лет своего руководства получил множество наград за успехи в руководстве компанией Cisco.
4 мая 2015 года официально было объявлено, что Джон Чемберс сложит свои полномочия генерального директора и с 26 июля 2015 года Cisco возглавит её старший вице-президент по глобальной деятельности Чак Роббинс (Chuck Robbins), работающий в компании с 1997 года. А 65-летний Чемберс, который находится у руля крупнейшего в мире производителя сетевого оборудования последние 20 лет, сохранит за собой пост председателя совета директоров и будет помогать своему преемнику адаптироваться к новой должности.